# کاترین-دومینیک دی پریگنون
کاترین-دومینیک دی پریگنون (انگلیسی: Catherine-Dominique de Pérignon)، مارکی گرانده و فرمانده و مارشال نیروهای فرانسه طی جنگ‌های انقلاب فرانسه و جنگ‌های ناپلئونی بود. نام وی در طاق پیروزی پاریس حک شده‌است.